# In Verbis Virtus
In Verbis Virtus — пригодницька відеогра 2014 року, яку можна завантажити безкоштовно, що розроблена італійською студією Indomitus Games. Реліз гри відбувся 22 травня 2014 року в ранньому доступі для платформи Microsoft Windows.

## Сюжет
Гравець опиняється абсолютно беззбройним у темному підземеллі, де його підстерігають численні небезпеки. Єдиний спосіб подолати перешкоди — навчитися магії за допомогою написів, які зустрічаються на шляху. 

## Ігровий процес
In Verbis Virtus — це гра від першої особи, де гравець використовує мікрофон, щоб накладати заклинання, фактично читаючи їх. Вона поєднує в собі елементи бойовику та головоломки у фентезійній атмосфері.

### Технології
Голосовий контроль над написанням по буквах інтегрований за допомогою системи розпізнавання мови PocketSphinx від CMUSphinx.

### Вигадана мова
Розробники створили для гри фентезійну мову під назвою Магакі. Магакі означає «мова богів», де «мага» означає «божества-творці», а «кі» — «голос, мова».

## Огляди
Гра була оцінена на 80% на сайті Multiplayer.it та на 65% на Everyeye.it. Крім того, проєкт був оцінений гравцями на 7,9 з 10 на сайті-агрегаторі оцінок Metacritic.